# Мауэсская игрунка

Мауэсская игрунка (лат. Mico mauesi) — вид приматов семейства Игрунковые.

## Классификация
Ранее классифицировалась в составе рода Callithrix. С 2001 года в составе рода Mico.

## Описание
Вес взрослого животного от 315 до 405 грамм. Длина тела от 19,8 до 22,6 см, длина хвсота от 34,1 до 37,6 см.

## Поведение
В рационе фрукты, цветы, нектар, древесные соки, мелкие животные. Образуют семейные группы размером от 4 до 15 особей. Во время сезона размножения только одна самка из группы приносит потомство. Территория группы составляет от 10 до 40 гектаров.

## Распространение
Встречаются в центральной Амазонии, к югу от реки Амазонка, где населяют тропические дождевые леса. Также встречаются во вторичных лесах.